# Buthus pusillus
Espèce
Buthus pusillus est une espèce de scorpions de la famille des Buthidae.

## Distribution
Cette espèce est endémique d'Algérie. Elle se rencontre dans la Djurdjura vers Abi Youcef.

## Description
Le mâle holotype mesure 41,0 mm.

## Publication originale
- Lourenço, 2013 : « A new species of Buthus Leach, 1815 from Algeria (Scorpiones, Buthidae). » Entomologische Mitteilungen aus dem Zoologischen Museum Hamburg, vol. 16, no 189, p. 63-68 (texte intégral).